# Arrano Beltza

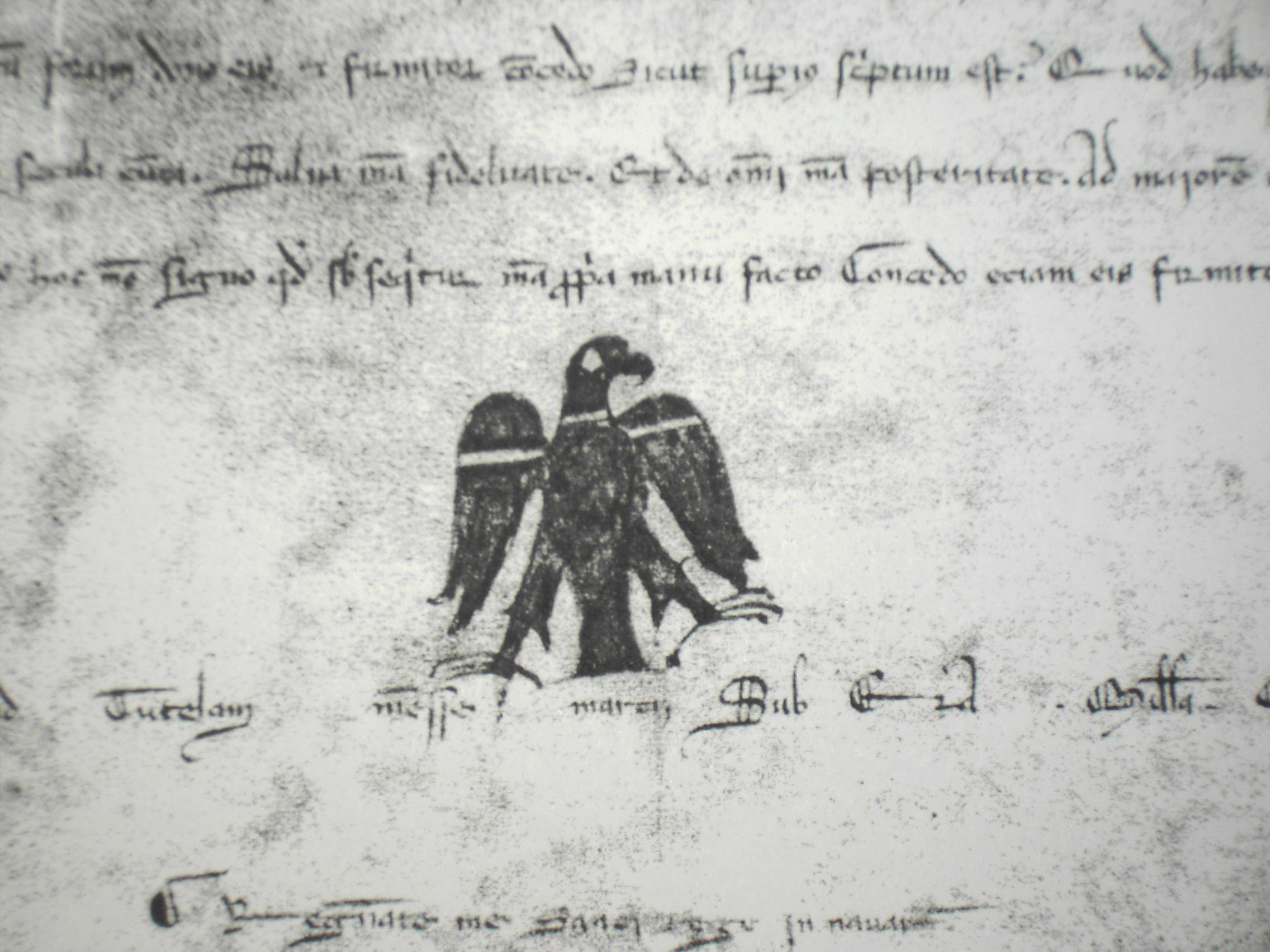
Печать Санчо VII

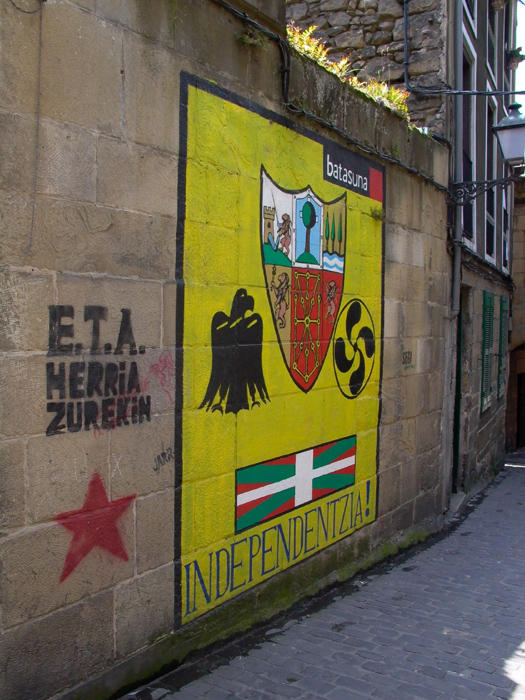
Изображение на стене в Гипускоа, выполненное членами Батасуна (2003). Кроме Arrano Beltza изображены: Лаубуру, Ikurrin, и Zazpiak Bat

Arrano Beltza (на языке басков «чёрный орёл») — древний баскский и наваррский символ, который представляет собой чёрного орла на жёлтом фоне. Сейчас он в основном используется баскскими националистами как символ страны басков (баск. Euskal Herria).

## История
Первоначально чёрный орел был печатью короля Наварры Санчо VII, но затем стал приписываться другому королю Наварры, Санчо III, который  после включения Арагона и Кастилии собрал под своей властью все территории, на которых были распространены язык басков и их культура. По мнению баскских националистов, правление Санчо III представляет собой исторический прецедент объединения всех земель, на которых используется язык басков. С точки зрения испанцев, его правление это одна из первых попыток создания единой Испании.

## Использование баскскими националистами
Arrano Beltza в основном используется Abertzale (левыми националистами), которые считают старейшим символом страны басков, но его могут использовать как правые, так и левые националисты.

## Arrano Beltza в массовой культуре
Arrano Beltza — это название одной из песен, созданных Микелем Лабоа. Позднее эта песня была перепета рок-группой Negu Gorriak.